# Als ich als Vampir aufwachte
Als ich als Vampir aufwachte (Originaltitel: I Woke Up a Vampire) ist eine kanadisch-amerikanische Teeni-Fantasy-Comedy-Fernsehserie auf dem Family Channel und Netflix.

## Inhalt
An ihrem 13. Geburtstag erfährt Carmie, dass sie eigentlich halb Mensch, halb Vampir ist und dass mythische Kräfte die Mittelschule noch viel komplizierter machen.

## Episodenliste
| Nr. (ges.) | Nr. (St.) | Deutscher Titel         | Originaltitel    | Erstausstrahlung | Deutschsprachige Erstausstrahlung (Netflix) | Regie            | Drehbuch          |
| ---------- | --------- | ----------------------- | ---------------- | ---------------- | ------------------------------------------- | ---------------- | ----------------- |
| 1          | 1         | Pilotfolge              | Pilot            | 5. Mai 2023      | 17. Okt. 2023                               | Warren P. Sonoda | Thomas W. Lynch   |
| 2          | 2         | Kräftespiel             | Power Play       | 12. Mai 2023     | 17. Okt. 2023                               | Warren P. Sonoda | Renuka Singh      |
| 3          | 3         | Spieglein, Spieglein    | Mirror, Mirror   | 19. Mai 2023     | 17. Okt. 2023                               | Michael McGowan  | Ryan Devlin Lynch |
| 4          | 4         | Geschwister             | Siblings         | 26. Mai 2023     | 17. Okt. 2023                               | Michael McGowan  | Veronika Paz      |
| 5          | 5         | Stammbaum               | Family Tree      | 2. Juni 2023     | 17. Okt. 2023                               | Warren P. Sonoda | Thomas Comway     |
| 6          | 6         | Wesenszug               | Creature Feature | 9. Juni 2023     | 17. Okt. 2023                               | Warren P. Sonoda | Carley DeNure     |
| 7          | 7         | Aufgedeckt              | Uncovered        | 16. Juni 2023    | 17. Okt. 2023                               | Michael McGowan  | Ryan Devlin Lynch |
| 8          | 8         | Das Musical             | The Musical      | 23. Juni 2023    | 17. Okt. 2023                               | Michael McGowan  | Thomas W. Lynch   |
| 9          | 9         | Meine Leute             | My People        | 7. Juli 2023     | 4. Apr. 2024                                |                  |                   |
| 10         | 10        | Der Leichtathletik-Club | Track and Steal  | 14. Juli 2023    | 4. Apr. 2024                                |                  |                   |
| 11         | 11        | Der Tanz                | The Dance        | 21. Juli 2023    | 4. Apr. 2024                                |                  |                   |
| 12         | 12        | Wild und frei           | Wild and Free    | 28. Juli 2023    | 4. Apr. 2024                                |                  |                   |
| 13         | 13        | Geheimnisse und Lügen   | Secrets and Lies | 11. Aug. 2023    | 4. Apr. 2024                                |                  |                   |
| 14         | 14        | Vampir-Gehabe           | Vamptitude       | 18. Aug. 2023    | 4. Apr. 2024                                |                  |                   |
| 15         | 15        | Fan Con                 | Fan Con          | 25. Aug. 2023    | 4. Apr. 2024                                |                  |                   |
| 16         | 16        | Familientreffen         | Family Reunion   | 1. Sep. 2023     | 4. Apr. 2024                                |                  |                   |

## Besetzung und Synchronisation
Die deutschsprachige Synchronisation entstand nach den Dialogbuch von Toni Michael Sattler, sowie unter der Dialogregie von Jörn Linnenbröker durch die Synchronfirma Iyuno-SDI Group Germany GmbH.
| Rolle                    | Hintergrund                                                     | Hintergrund                                                     | Schauspieler              | Folge                  | Synchronsprecher        |
| ------------------------ | --------------------------------------------------------------- | --------------------------------------------------------------- | ------------------------- | ---------------------- | ----------------------- |
| Carmie Henley            | eine Vampling (halb Vampir, halb Mensch)                        | eine Vampling (halb Vampir, halb Mensch)                        | Kaileen Angelic Chang     | 1.01–1.16              | Elise Eikermann         |
| Kev Gardner              | Carmies Freund, Aushilfe im Comicladen                          | Carmies Freund, Aushilfe im Comicladen                          | Niko Ceci                 | 1.01–1.16              | Oliver Szerkus          |
| Dylan Hesling            | ein Jäger, der in Staffel 1 für den Sammler arbeitet.           | ein Jäger, der in Staffel 1 für den Sammler arbeitet.           | Zebastin Borjeau          | 1.01–1.16              | Tobias John von Freyend |
| Der Sammler (Elijah Guy) | eine mystische Gorgone, betreibt einen Comicladen               | eine mystische Gorgone, betreibt einen Comicladen               | Kris Siddiqi              | 1.01–1.04, 1.06–1.16   | Frank Schaff            |
| Aiden Henley             | Carmies Adoptivbruder                                           | Carmies Adoptivbruder                                           | Jayd Deroche              | 1.01                   | Louan Schäfer           |
| Jayden Henley            | Carmies Adoptivschwester                                        | Carmies Adoptivschwester                                        | Delia Lisette Chambers    | 1.01                   | Victoria Glück          |
| Madison Spencer          | neue Schülerin, und ein Mischlings-Werwolf                      | neue Schülerin, und ein Mischlings-Werwolf                      | Aaliyah Cinello           | 1.01                   | Magdalena Montasser     |
| Gestaltwandlerin         | Bösewichtin in verschiedenen Gestalten, Camies leibliche Mutter | Bösewichtin in verschiedenen Gestalten, Camies leibliche Mutter | Charlotte Legult          | 1.01–1.16              |                         |
| Alter Mann               |                                                                 | Sam Malkin                                                      | Sam Malkin                | 1.03                   |                         |
| Jewel                    | Tochter des Sammlers                                            | Tochter des Sammlers                                            | Alyssa Hidalgo            | 1.08, 1.16             |                         |
| Tristian                 | Schüler an der Highschool                                       | Schüler an der Highschool                                       | Will Coombs               | 1.09–1.16              |                         |
| Bill Henley              | Carmies Adoptivvater                                            | Carmies Adoptivvater                                            | Rainbow Sun Francks       | 1.01                   | Felix Spieß             |
| Aasha Henley             | Carmies Adoptivmutter                                           | Carmies Adoptivmutter                                           | Ipsita Paul               | 1.01                   | Franziska Endres        |
| Elaina Johnson           |                                                                 |                                                                 | Jenni Burke               | 1.01                   | Judith Steinhäuser      |
| Leanna Timmons           | Schülerin, Carmies Erzfeindin                                   | Schülerin, Carmies Erzfeindin                                   | Ana Araujo                | 1.01–1.16              | Saskia Glück            |
| Hugar                    |                                                                 |                                                                 | Akin Mponjika             | 1.01, 1.03             | Finn Posthums           |
| Jordan Chase             | Rektorin der Schule                                             | Rektorin der Schule                                             | Jillian Welsh             | 1.01–                  | Dorette Hugo            |
| Rainey                   | Sprechender Hund von Carmie                                     | Sprechender Hund von Carmie                                     | Sprecher: Patrick McKenna | 1.01, 1.02, 1.04, 1.06 | Sven Brieger            |
| Jade                     |                                                                 |                                                                 | Liyou Abere               | 1.01, 1.02             | Meryem Basar            |
| Rick Astley              | Vampir                                                          | Vampir                                                          | Rick Astley               | 1.08                   |                         |

## Produktion
Der Schöpfer der Show wird in Zusammenarbeit mit Netflix eine neue Serie als Teil seines Angebots an originalen Live-Action-Inhalten für den Family Channel vorstellen.
Netflix hat die erste Staffel in zwei Hälften aufgeteilt. Die erste erschien am 18. Oktober 2023 und die zweite Hälfte wurde am 4. April 2024 als 2. Staffel veröffentlicht.